# Huntik
Huntik (Huntik: Secrets & Seekers) ist eine italienische Animationsserie, die im Jahr 2009 erstveröffentlicht wurde. Die Serie greift viele Mythen und Legenden auf. So werden beispielsweise Atlantis, die Amazonen, die Argonautensage und der Rattenfänger von Hameln in verschiedenen Episoden mit der Handlung verwoben.

## Handlung
Als Lok Lambert eines Tages seine Klassenkameradin Sophie Casterwill um Hilfe bittet, weil er im Unterricht eingeschlafen ist, eröffnet sich für ihn eine neue Welt. Er erfährt, dass sein Vater ein Suchender war, der auf der Suche nach dem antiken Amulett des Willens war. Zusammen mit Dante Vale und Zhalia Moon bilden sie ein Einsatzteam der Huntik-Vereinigung und kämpfen mit Titanen, in Amuletten verborgene Kreaturen, gegen die böse Organisation.
In der zweiten Staffel kämpfen sie gegen die Virospirale, die bereits vor Jahrtausenden gegen die Casterwill-Familie gekämpft hat.

## Charaktere
- Lok Lambert: Der Sohn eines vor Jahren verschollenen Suchenden. Er möchte herausfinden, was mit seinem Vater passiert ist.
- Sophie Casterwill: Eine Nachfahrin desjenigen, der die Titanen in der Antike auf die Erde brachte.
- Dante Vale: Ein Elitekämpfer und Lehrmeister der Huntik-Vereinigung.
- Zhalia Moon: Eine Elitekämpferin der Huntik-Vereinigung. Sie arbeitet anfangs als Spionin für die Organisation.
- Den Fears: Ersatz für Zahlia Moon, nachdem diese in der zweiten Staffel der Blutspirale unterwandert.
- Cherit: Ein Titan, der sein Amulett verloren hat und ungewöhnlicherweise sprechen kann.

## Synchronisation
Die deutsche Synchronfassung zu Huntik: Secrets & Seekers entstand bei der Studio Hamburg Synchron GmbH unter der Dialogregie von Tammo Kaulbarsch. Neben ihm waren Ela Nitzsche und Thomas Maria Lehmann am Dialogbuch beteiligt.
| Rollenname        | Originalsprecher (Italien) | Deutscher Sprecher    |
| ----------------- | -------------------------- | --------------------- |
| Cherit            | N.N.                       | Peter Weis            |
| Dante Vale        | Patrizio Prata             | Martin May            |
| DeFoe             | Claudio Moneta             | Christian Rudolf      |
| Lok Lambert       | Alessio Nissolino          | Jesse Grimm           |
| Rassimov          | Dario Penne                | Gustav-Adolf Artz     |
| Scarlet Byrne     | N.N.                       | Kristina von Weltzien |
| Simon Judeau      | Antonio Guidi              | Klaus Dittmann        |
| Sophie Casterwill | Perla Liberatori           | Simona Pahl           |
| Zhalia Moon       | Jolanda Granato            | Angela Quast          |

## Produktion und Veröffentlichung
Die Serie entstand unter der Regie von Iginio Straffi im Studio Rainbow. Hauptautor war Sean Molyneaux, der von Chris Diente unterstützt wurde. Die Musik wurde komponiert von Michele Bettari, Stefano Carrara und Fabrizio Castania. Die Erstausstrahlung der ersten 26 Folgen fand vom 3. Januar bis zum 5. September 2009 bei RAI 2 statt. Ab dem 16. März des gleichen Jahres wurde die Serie von RTL II auf Deutsch ausgestrahlt. Eine zweite Staffel mit weiteren 26 Folgen kam im Jahr 2012 heraus.

## Episodenliste
| Nummer (gesamt) | Nummer (Staffel) | Deutscher Titel                            | Deutsche Erstausstrahlung | Englischer Titel               | Englische Erstausstrahlung |
| --------------- | ---------------- | ------------------------------------------ | ------------------------- | ------------------------------ | -------------------------- |
| 1               | 1                | Das geheimnisvolle Vermächtnis             | 16. März 2009             | A Seeker Is Born               | 03. Januar 2009            |
| 2               | 2                | Eine adlige Klientin                       | 17. März 2009             | The Casterwill Client          | 10. Januar 2009            |
| 3               | 3                | Stärke der Wahrheit, Schwäche des Zweifels | 18. März 2009             | Words of Truth, Heart of Lies  | 17. Januar 2009            |
| 4               | 4                | In der Höhle des Gargoyles                 | 19. März 2009             | Into the River of Secrets      | 24. Januar 2009            |
| 5               | 5                | Das Geheimnis der Katakomben von Paris     | 20. März 2009             | Crawling the Catacombs         | 31. Januar 2009            |
| 6               | 6                | Der Trick mit dem Ring                     | 23. März 2009             | Divide and Conquer             | 07. Februar 2009           |
| 7               | 7                | Der Tempel über dem Regenbogen             | 24. März 2009             | The Legacy of Thor             | 14. Februar 2009           |
| 8               | 8                | Geteilte Kräfte, doppelte Power            | 25. März 2009             | Two Powers Become One          | 21. Februar 2009           |
| 9               | 9                | Verborgene Helden                          | 26. März 2009             | Absent Heroes                  | 28. Februar 2009           |
| 10              | 10               | Mission auf dem Meeresgrund                | 27. März 2009             | The Treasures of the Argonauts | 07. März 2009              |
| 11              | 11               | Gefährliche Schönheiten                    | 30. März 2009             | The Beautiful Trap             | 14. März 2009              |
| 12              | 12               | Der verlorene Sohn                         | 31. März 2009             | Like Father, Unlike Son        | 21. März 2009              |
| 13              | 13               | Auf heimischem Boden                       | 01. April 2009            | Home Turf                      | 28. März 2009              |
| 14              | 14               | Viel Fleiß, kein Preis                     | 02. April 2009            | All Work and No Pay            | 13. Juni 2009              |
| 15              | 15               | Das Zepter der Nofretete                   | 03. April 2009            | The Sceptre Deception          | 20. Juni 2009              |
| 16              | 16               | Ein falsches Spiel                         | 06. April 2009            | The Bookshop Hunter            | 27. Juni 2009              |
| 17              | 17               | Zhalias Entscheidung                       | 07. April 2009            | The Vampire Loses Its Fangs    | 04. Juli 2009              |
| 18              | 18               | Tafelrunden-Zauber                         | 08. April 2009            | Memory Lane                    | 11. Juli 2009              |
| 19              | 19               | Im Reich der Amazonen                      | 09. April 2009            | Ladies' Choice                 | 18. Juli 2009              |
| 20              | 20               | Die Kraft der Gedanken                     | 14. April 2009            | The Unseen Guide               | 25. Juli 2009              |
| 21              | 21               | Tränen und Titanen                         | 15. April 2009            | Coming of Age                  | 01. August 2009            |
| 22              | 22               | Im Bann der goldenen Schlange              | 16. April 2009            | Golden Asp                     | 08. August 2009            |
| 23              | 23               | Ein königliches Team                       | 17. April 2009            | To Be Together                 | 15. August 2009            |
| 24              | 24               | Ein lange gehütetes Geheimnis              | 20. April 2009            | The Secret of Two Generations  | 22. August 2009            |
| 25              | 25               | Gäste des Professors                       | 21. April 2009            | Divine Comedy                  | 29. August 2009            |
| 26              | 26               | Der Titan der Unsterblichkeit              | 22. April 2009            | Mission                        | 05. September 2009         |

| Nummer (gesamt) | Nummer (Staffel) | Deutscher Titel                    | Deutsche Erstausstrahlung | Englischer Titel                   | Englische Erstausstrahlung |
| --------------- | ---------------- | ---------------------------------- | ------------------------- | ---------------------------------- | -------------------------- |
| 27              | 1                | Das Tor nach Huntik                | 15. April 2013            | Doorway to Huntik                  | 16. April 2012             |
| 28              | 2                | Der Turm von Nostradamus           | 16. April 2013            | The Tower of Nostradamus           | 17. April 2012             |
| 29              | 3                | Die Höhle der Casterwills          | 17. April 2013            | Cave of the Casterwills            | 18. April 2012             |
| 30              | 4                | Das Schwert des Willens            | 18. April 2013            | Knight of the Willblade            | 19. April 2012             |
| 31              | 5                | Die Jagd nach Void                 | 19. April 2013            | Chasing Void                       | 20. April 2012             |
| 32              | 6                | Die Viro-Spirale                   | 22. April 2013            | The Blood Spiral                   | 24. April 2012             |
| 33              | 7                | Den und Harrison                   | 23. April 2013            | Den Vs Harrison                    | 25. April 2012             |
| 34              | 8                | Der legendäre Titan des Schicksals | 24. April 2013            | The Legendary Titan of Fate        | 26. April 2012             |
| 35              | 9                | Zhalias Mission                    | 25. April 2013            | Zhalia's Mission                   | 27. April 2012             |
| 36              | 10               | Guter Bruder, böser Bruder         | 26. April 2013            | Boys will be Seekers               | 01. Mai 2012               |
| 37              | 11               | Die Geheimnisse der Casterwills    | 29. April 2013            | The Casterwill Connection          | 02. Mai 2012               |
| 38              | 12               | Der Titan des Sonnentempels        | 30. April 2013            | The Titan in the Temple of the Sun | 03. Mai 2012               |
| 39              | 13               | Sophies Prüfung                    | 01. Mai 2013              | Sophie on Trial                    | 04. Mai 2012               |
| 40              | 14               | Angriff der Viro-Spirale           | 02. Mai 2013              | The Spiral War                     | 09. Mai 2012               |
| 41              | 15               | Die Gremlik-Plage                  | 03. Mai 2013              | Gremlow Infestation!               | 10. Mai 2012               |
| 42              | 16               | Umbra der Schattenjaguar           | 06. Mai 2013              | The Power of Umbra                 | 11. Mai 2012               |
| 43              | 17               | Anführer Lok                       | 07. Mai 2013              | Lok's Leadership                   | 15. Mai 2012               |
| 44              | 18               | Die Insel der toten Magie          | 08. Mai 2013              | The Dead Magic Island              | 16. Mai 2012               |
| 45              | 19               | Phönix-Asche                       | 09. Mai 2013              | The Pheonix's Ashes                | 17. Mai 2012               |
| 46              | 20               | Ein neuer Verbündeter              | 10. Mai 2013              | An Ally from The Organization      | 18. Mai 2012               |
| 47              | 21               | Rassimovs Geheimnis                | 13. Mai 2013              | Rassimov's Secret                  | 22. Mai 2012               |
| 48              | 22               | Wieder zu Hause                    | 14. Mai 2013              | Back Home                          | 23. Mai 2012               |
| 49              | 23               | Eathons Worte                      | 15. Mai 2013              | Words From Eathon (1)              | 24. Mai 2012               |
| 50              | 24               | Die Spiralmarke                    | 16. Mai 2013              | The Spiral Mark (2)                | 25. Mai 2012               |
| 51              | 25               | Lok und der Verräter               | 17. Mai 2013              | Lok and the Betrayer (3)           | 29. Mai 2012               |
| 52              | 26               | Dante kehrt zurück                 | 20. Mai 2013              | Dante's Return (4)                 | 30. Mai 2012               |